# علی سینا
علی سینا یک منتقد اسلام و بنیان‌گذار سازمان آزادی ایمان جهانی است، که جنبشی از مسلمانان سابق است.
علی سینا در ایران زاده شده. وی در حال حاضر در کانادا به سر می‌برد. او از دهه ۱۹۹۰ مناظره دربارهٔ اسلام را به ویژه با حسین‌علی منتظری، شروع کرده‌است. وی مدعی است که برخی از مسلمانها پس از خواندن مقاله‌ها و کتاب‌ها او اسلام را ترک کرده‌اند. به گزارش پست اورشلیم، سینا معتقد است که از بزرگترین اسلام‌ستیزهای معاصر است که به فعالیت های تروریستی علیه مسلمانان علاقه دارد. آخرین کتاب او به نام درک محمد: زندگی‌نامه روان‌شناسانه پیامبر الله، پیشنهاد می‌کند که پیامبر از یک سری اختلالات روانی از جمله، خودشیفتگی، صرع لوب تمپورال، و اختلال وسواسی جبری رنج می‌برده‌است.
در وبگاه Faithfreedom.org، سینا فهرستی از اقدامات محمد در طول زندگی‌اش ارائه کرده‌است، و ۵۰۰۰۰ دلار برای هر کسی که بتواند ثابت کند او « حامی شکنجه و کشتار دسته‌جمعی، رهبر فرقه‌ای، تروریست، دیوانه و غارت‌گر» نبوده‌است، جایزه تعیین کرده‌است.در حالی که این ادعا توسط اساتید زیادی به صورت مستند رد شده او هیچ واکنش و جوابی تا بحال بروز نداده است
خیرت ویلدرس در اکتبر ۲۰۱۰ در هنگام سخنرانی مراسم تحلیف حزب آزادی در آلمان دربارهٔ او گفت: «علی سینا، یک مرتد اسلام ایرانی، که در کانادا زندگی می‌کند، اشاره کرده‌است که یک قانون طلایی در قلب ادیان مختلف وجود دارد که -با بقیه چنان رفتار می‌کنیم که دوست داریم با ما رفتار کنند-. در اسلام، این قانون برای مسلمانان صادق است، ولی برای کافران صادق نیست. علی سینا اظهار می‌کند؛ دلیل اینکه من ضداسلام هستم به خاطر دین‌بودنش نیست، بلکه به خاطر ایدئولوژی سیاسی امپریالیست نهفته در آن است که پوشش دین به خود گرفته‌است. به دلیل اینکه اسلام از قاعده طلایی پیروی نمی‌کند، افراد خشن را جذب خود می‌کند.»او همواره از مناظره رسمی با اندیشمندان مسلمان خودداری می کند و به همین خاطر هم به فرار و شیادی متهم شده است